# District de San Miguelito
San Miguelito est un district de la province de Panama au Panama. Il comprend les banlieues orientales de la ville de Panama entre les ruines de Panama-la-vieja et le district de Tocumen, où se trouve l'aéroport international. 

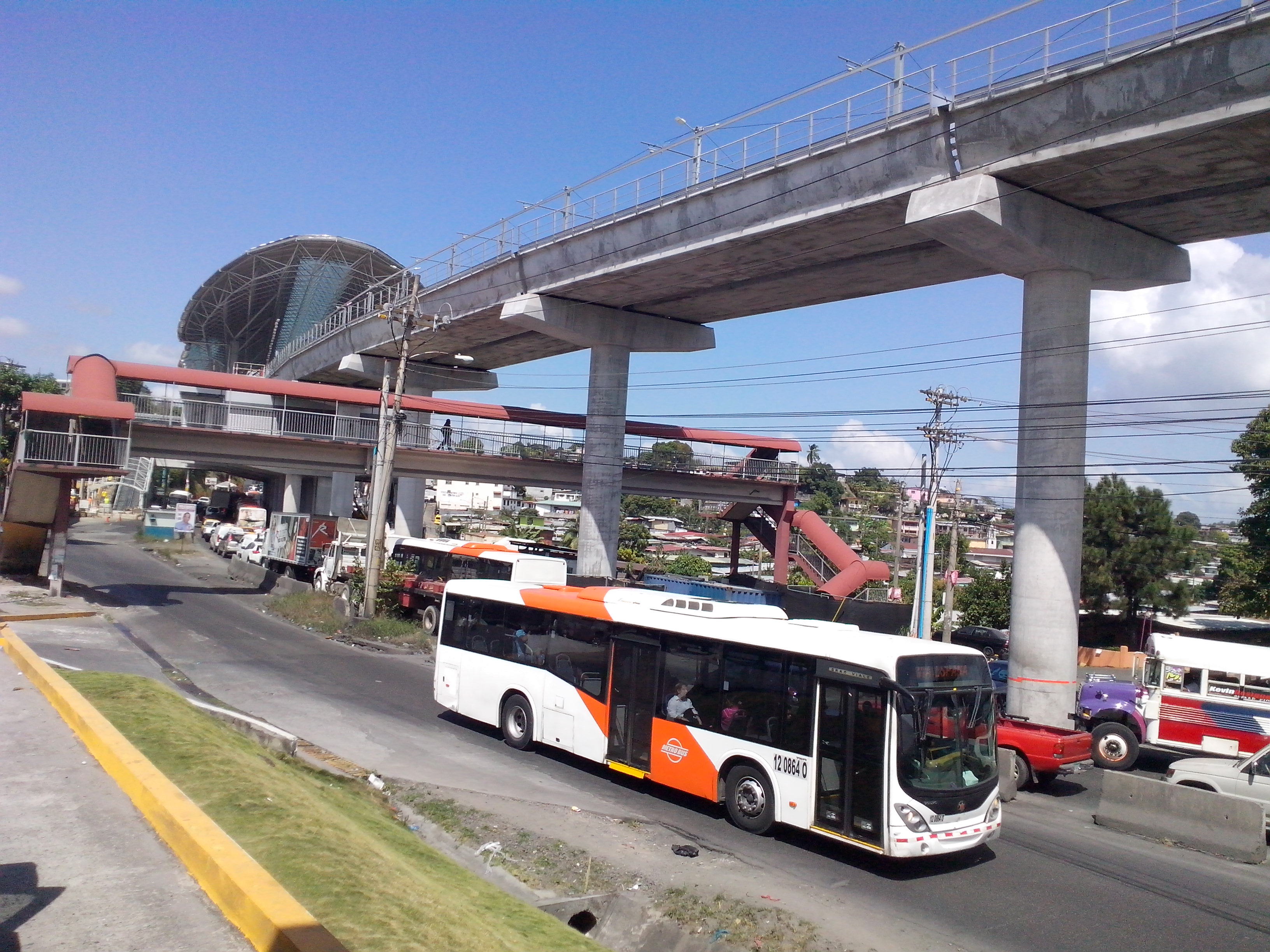
Vue du métro Panama à la station Pan de Azúcar, en face se trouve un Metrobús

San Miguelito est le second district le plus peuplé de la province de Panama, avec plus de 400 000 habitants en 2008. 
En 2016, San Miguelito est toujours surpeuplé, insalubre et délabré : « maisons rafistolées avec des matériaux de récupération, dépôts d’ordures sauvages, trous de plusieurs mètres de profondeur dans les routes, fils électriques arrachés, pendant de leurs poteaux… » 

## Histoire
Selon les investigations du Professeur Alfonso Montoya, dans son livre "Historia de San Miguelito", le district de San Miguelito commença à se peupler vers 1925, lorsque le manque de logement dans la capitale obligea de nombreux travailleurs a s'installer à l'est de la capitale. L'histoire du district est marquée par des invasions de territoires par des familles sans logements. 
En 1945, l'Association des résidents de San Miguelito, dirigée par Belisario Frias, organisa la revendication pour la légalisation des possessions de terres. 
L'existence officielle de San Miguelito fut reconnue en juin 1960, avec la fondation de la municipalité. 
Le 28 août 1970 le premier Maire de San Miguelito fut nommé, l'industriel Paulin Salazar. 

## Divisions Administratives
Le 6 août 1972 furent fondés les sous districts de  Victoriano Lorenzo, Mateo Iturralde, José Domingo Espinar, Amelia Denis de Icaza y Belisario Porras. Ultérieurement, les sous districts de Belisario Frias, Rufina Alfaro, Omar Torrijos et Victoriano Lorenzo furent créés. 

## Démographie
San Miguelito est un des districts les plus peuplés du pays.: 
- 1980 : 156 611 habitants
- 1990 : 243 025 habitants
- 2000 : 293 745 habitants
- 2004 : 332 167 habitants
- 2016 : 515 019 habitants

## Culture
- Le joueur de football Luis Tejada est né à San Miguelito.